# Здравый смысл (памфлет)
«Здравый смысл» (англ. «Common Sense») — 47-страничная брошюра, написанная Томасом Пейном в 1775—1776 годах для пропаганды идеи независимости от Великобритании среди жителей Тринадцати колоний. Написанный ясной и убедительной прозой, памфлет приводил моральные и политические аргументы, чтобы побудить колонистов бороться за независимое и эгалитарное правительство. Он был опубликован анонимно 10 января 1776 года в начале американской революции и сразу же стал очень популярен.
Его продавали и широко распространяли, его читали вслух в тавернах и на собраниях. Если брать по отношению к численности населения (в колониях тогда жило около 2,5 миллионов человек), у него были самые большие продажи и тираж среди всех книг, изданных в американской истории. По состоянию на 2006 год он остаётся самым продаваемым американским изданием за всё время и издаётся до сих пор.
«Здравый смысл» приводил убедительные и страстные доводы в пользу независимости, которым до того момента не уделялось серьёзного интеллектуального внимания. Пейн связал независимость с общими диссидентскими, протестантскими убеждениями колонистов, и на этой основе описал американскую политическую идентичность. Структура «Здравого смысла» повторяла структуру проповеди. Историк Гордон Вуд охарактеризовал «Здравый смысл» как «самую зажигательную и популярную брошюру всей революционной эпохи».
Текст памфлета был переведён на французский язык Антуаном де Лабомом в 1790 году. На русском языке памфлет издан в 1959 году в переводе Ф. Ф. Вермель.

## Публикация
Пейн прибыл в американские колонии в ноябре 1774 года, незадолго до сражений при Лексингтоне и Конкорде. Хотя к тому моменту колонии и Великобритания уже начали военные действия друг против друга, вопрос о независимости колоний ещё широко не поднимался. В 1778 году Пейн писал, что по прибытии в колонии «обнаружил, что характер людей таков, что их можно было бы водить на верёвочке и управлять ими при помощи трости. Их привязанность к Британии была упрямой, и в то время выступать против неё считалось своего рода изменой. Их недовольство не несло в себе чувства обиды, и их единственным стремлением было примирение». Пейн быстро нашёл себе место в газетном бизнесе Филадельфии и в конце 1775 года начал писать будущий «Здравый смысл» под рабочим названием «Чистая правда» (англ. Plain Truth). Согласно первоначальному замыслу, это была серия писем для публикации в различных газетах Филадельфии, но постепенно произведение стало слишком длинным и громоздким, чтобы публиковать его в виде писем, так что Пейн выбрал для него форму брошюры.
Бенджамин Раш рекомендовал Пейну издателя Роберта Белла, сказав, что в отличие от других типографий Белл не будет колебаться и не отложит её печать. Брошюра была впервые опубликована анонимно 10 января 1776 года. Белл рьяно продвигал брошюру в газетах Филадельфии, и спрос на неё вырос настолько, что сразу потребовалось второе издание. Пейн, обрадованный успехом, попытался забрать свою долю прибыли и пожертвовать её на покупку рукавиц для войск генерала Монтгомери, находившихся в холодном Квебеке. Однако, когда выбранные Пейном посредники проверили счета Белла, они обнаружили, что на самом деле брошюра не принесла никакой прибыли. Разгневанный Пейн приказал Беллу прекратить работу над вторым изданием, так как он планировал добавить несколько приложений к «Здравому смыслу» . Белл проигнорировал запрет и начал рекламировать «новое издание».
Белл считал, что его рекламная кампания убедит Пейна продолжать сотрудничество, но она возымела обратный эффект. Пейн заручился поддержкой братьев Брэдфорд, издателей The Pennsylvania Evening Post, и выпустил своё новое издание с несколькими приложениями и дополнительными статьями. Белл тоже продолжал работать над вторым изданием. Это положило начало публичным дебатам между Беллом и всё ещё анонимным Пейном, которые проводились на страницах и в рекламных объявлениях Pennsylvania Evening Post, где каждая сторона обвиняла другую в двуличии и мошенничестве. Пейн и Белл опубликовали ещё несколько выпусков после окончания их публичной ссоры. 
Шум, вызванный первоначальным успехом и усугублённый разногласиями вокруг публикации, привёл к невероятным продажам и тиражам брошюры. Основываясь на оценках Пейна, некоторые историки утверждают, что в 1776 году было продано почти 100 тысяч экземпляров «Здравого смысла». По словам самого Пейна, за первые три месяца было продано 120 тысяч экземпляров. По оценкам одного биографа, за первый год было продано 500 тысяч экземпляров в Америке и Европе, преимущественно во Франции и Великобритании, другой пишет, что брошюра Пейна выдержала 25 изданий только за первый год. Однако некоторые историки оспаривают эти цифры как неправдоподобные с учётом доли неграмотного населения в то время и оценивают верхний предел в 75 тысяч экземпляров.
Помимо самой печатной брошюры, было распространено много её рукописных копий — как коротких пересказов, так и целых экземпляров. Пейн предоставил права на публикацию почти всем, кто их запрашивал, включая несколько международных изданий. Памфлет был чрезвычайно популярен во Франции, где он был опубликован без обличительных высказываний против монархии. По крайней мере одна газета напечатала всю брошюру: Connecticut Courant в номере от 19 февраля 1776 года. В 1956 году Ричард Гимбел подсчитал, что «эквивалентная продажа сегодня, исходя из нынешнего населения Соединённых Штатов, составила бы более шести с половиной миллионов экземпляров в течение короткого промежутка времени в три месяца».
В течение почти трёх месяцев Пейну удавалось сохранять анонимность — даже во время бурной газетной полемики с Беллом. Его имя не было официально связано со спорами о независимости до 30 марта 1776 года. Пейн так и не вернул прибыль, которая, по его мнению, причиталась ему от первого издания Белла. В конце концов он потерял и те деньги, которые причитались ему от издательства Брэдфорда, а поскольку он решил отказаться от своих авторских прав, то так и не получил выгоды от «Здравого смысла». 

## Содержание
В первом и последующих изданиях брошюра была разделена на четыре части.

### I. О происхождении и назначении правительственной власти, с краткими замечаниями по поводу английской конституции
В первом разделе Пейн пересказывает идеи Просвещения о естественном состоянии и переходит к концепции республиканского правления. Он начинает с того, что проводит различие между обществом и правительством и заявляет, что правительство — это «необходимое зло». Он говорит о том, что общество способно создавать и поддерживать счастье в человеке и приводит пример изолированных людей, которым легче жить вместе, чем порознь, создавая таким образом общество. По мере того, как общество продолжает расти, становится необходимым правительство, чтобы предотвратить естественное зло, которое Пейн видит в человеке.
Для гражданского общества необходимы законы, а с учётом невозможности собрать всех людей для принятия законов, становятся необходимыми представительство и выборы. Поскольку эта модель явно предназначалась для описания положения колонистов на момент публикации, Пейн продолжает рассмотрением английской конституции.
Пейн нашёл в английской конституции две тирании: монархическую и аристократическую — соответственно тиранию короля и тиранию пэров, которые правят по наследству и ничего не приносят народу. Пейн подверг критике английскую конституцию, исследуя отношения между королём, пэрами и общинами.

### II. О монархии и престолонаследии
Во втором разделе монархия рассматривается сначала с библейской, а затем с исторической точек зрения. Пейн начинает с утверждения, что, поскольку при сотворении все люди были равны, то различие между царями и подданными является ложным. Затем Пейн цитирует Библию, чтобы опровергнуть божественное право королей. Процитировав Матфея (Мф. 22:21) и Книгу Судей (Суд. 8:22), он подчёркивает отказ Гедеона от призыва на царство. Затем он воспроизводит большую часть Главы 8 из Первой книги царств, где Самуил передаёт возражения Бога против требования народа о царе, и заключает: «Всемогущий выразил здесь свой протест против монархического правления».
Затем Пейн исследует некоторые проблемы, которые монархи и монархии создавали в прошлом, и приходит к выводу:
В Англии король только и делает, что воюет и раздаёт должности; иначе говоря, разоряет нацию и сеет в ней ссоры. Хорошенькое занятие для человека, получающего в год восемьсот тысяч фунтов стерлингов и вдобавок боготворимого! Один честный человек дороже для общества и для Господа, чем все коронованные негодяи, когда-либо жившие на земле.
Пейн также критикует идею «смешанного государства», конституционной монархии, выдвинутую Джоном Локком, в которой полномочия правительства разделены между парламентом или конгрессом, который принимает законы, и монархом, который их исполняет. Конституционная монархия, согласно Локку, ограничила бы власть короля в достаточной степени, чтобы гарантировать, что королевство останется законным, а не станет тираническим. Однако, по мнению Пейна, таких ограничений недостаточно. В смешанном государстве власть имеет тенденцию концентрироваться в руках монарха, что в конечном итоге позволяет ему преодолевать любые наложенные на него ограничения. Пейн задаётся вопросом, зачем сторонники смешанного государства, признавая опасность со стороны монарха, пытаются тем не менее включить его в свою схему правления.

### III. Мысли о нынешнем состоянии американских дел

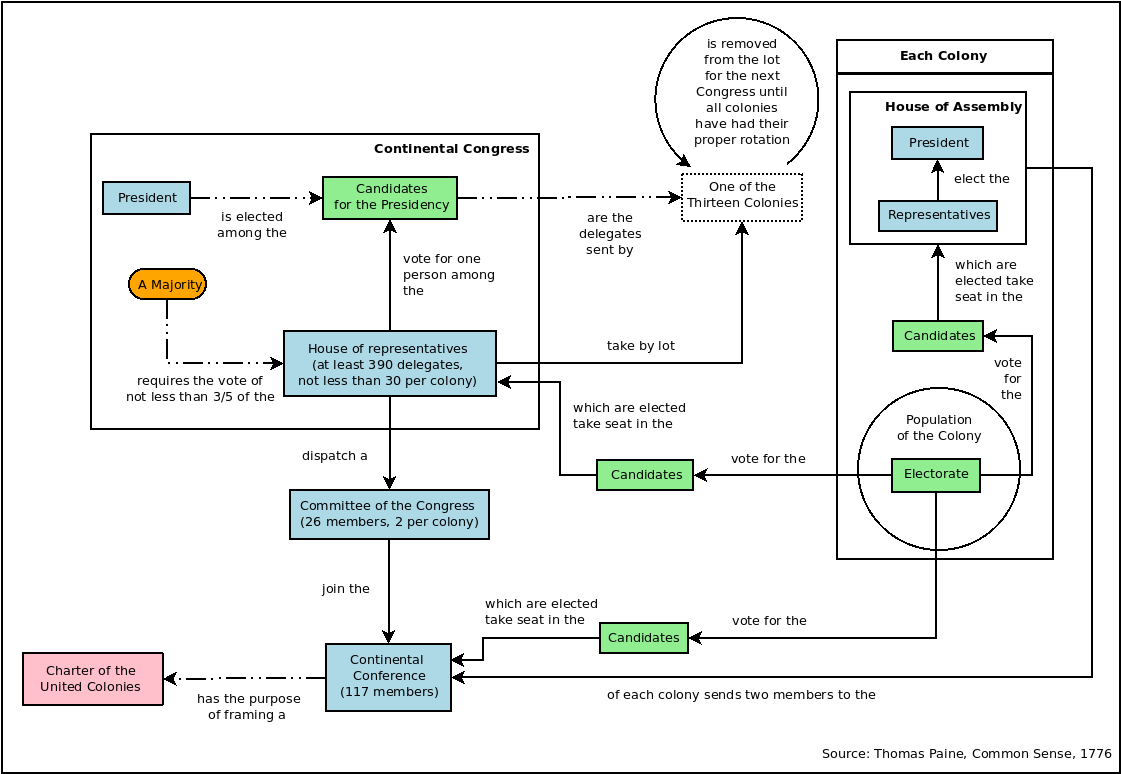
Конституция Соединенных Штатов, предложенная Томасом Пейном в «Здравом смысле»

В третьем разделе Пейн рассматривает военные действия между Англией и американскими колониями и приходит к выводу, что наилучший образ действий — это бороться за независимость. Пейн предлагает Континентальную хартию (или Хартию объединённых колоний), которая стала бы американской Великой хартией вольностей. Пейн пишет, что Континентальная хартия «должна исходить от какого-то промежуточного органа между Конгрессом и народом», и описывает Континентальную конференцию, которая могла бы разработать Континентальную хартию. Каждая колония проведёт выборы пяти представителей, которых будут сопровождать по два члена от собраний колоний, всего по семь представителей от каждой колонии в Континентальной конференции. Конференция выработает Континентальную хартию, которая обеспечит «свободу и собственность для всех людей и… свободное исповедание религии». Континентальная хартия также определит новое национальное правительство, которое, по мнению Пейна, примет форму Конгресса.
Пейн предположил, что Конгресс может быть создан следующим образом: каждая колония должна быть разделена на округа, и каждый округ «пошлёт в Конгресс должное количество делегатов». Пейн считал, что каждая колония должна направить в Конгресс не менее 30 делегатов и что общее число делегатов в Конгрессе должно быть не менее 390. Конгресс собирался бы ежегодно и избирал президента. Каждая колония будет участвовать в лотерее; президент будет избираться всем Конгрессом из делегации колонии, выбранной в лотерее. После того, как колония была бы выбрана, она исключалась бы из последующих лотерей до тех пор, пока не будут выбраны все колонии, после чего лотерея начиналась бы заново. Для избрания президента или принятия закона требовалось бы три пятых голосов конгресса.

### IV. О нынешних возможностях Америки, а также некоторые другие размышления
Четвёртый раздел брошюры излагает оптимистичные взгляды Пейна на военный потенциал Америки во время революции. Например, он тратит многие страницы на описание того, как колониальные верфи, используя большое количество древесины, доступной в стране, могли быстро создать военно-морской флот, который мог бы соперничать с Королевским флотом.

## Влияние и реакция
Активная реклама со стороны Белла и Пейна, а также шум, наделанный их ссорой, немедленно сделали «Здравый смысл» сенсацией не только в Филадельфии, но и во всех Тринадцати колониях. Ранние «рецензии» (в основном речь идёт об отрывках из писем, анонимно опубликованных в колониальных газетах) хвалили чёткие и рациональные доводы в пользу независимости, выдвинутые Пейном. Один житель Мэриленда написал в «Pennsylvania Evening Post» 6 февраля 1776 года, что «если вы знаете автора „Здравого смысла“, скажите ему, что он сотворил чудо. Его стиль простой и возбуждённый; его факты верны; его рассуждения справедливы и убедительны». Далее автор утверждал, что брошюра очень убедительно склоняла людей к независимости. Один из более поздних обозревателей заметил, что массовый резонанс вызвали драматические призывы Пейна к народной поддержке революции, «предоставляющей каждому человеку свободу вносить материалы для этого великого здания, великой хартии американской свободы». Для массовой аудитории, которая читала и перечитывала « Здравый смысл», были привлекательны идеи Пейна о радикальной демократии, которые отличались от системы сдержек и противовесов, позже одобренной такими консерваторами, как Джон Адамс. В месяцы, предшествовавшие Декларации независимости, многие другие рецензенты отмечали, что две основные черты памфлета — прямой и страстный стиль и призывы к расширению возможностей личности — сыграли решающую роль в склонении колонистов от примирения к восстанию. Брошюра также имела большой успех благодаря маркетинговой тактике, разработанной Пейном. Он и Белл рассчитали, что первое издание должно быть опубликовано примерно в то же время, что и прокламация короля Георга III о колониях, чтобы противопоставить сильному монархическому посланию резко антимонархический «Здравый смысл». В результате прокламация и первая реклама брошюры появились в один и тот же день на страницах The Pennsylvania Evening Post.
В то время как Пейн обращался к простым людям, его аргументы касались долгоживущих дебатов о морали, правительстве и механизмах демократии. Это дало «Здравому смыслу» вторую жизнь в публичных дебатах в газетах с выступлениями и ответами читателей по всей Филадельфии. «Война за идею», объявленная Пейном, привела, как пишет Эрик Фонер, к «потоку писем, брошюр и публичных выступлений о независимости и значении республиканского правительства … с нападками или защитой, или расширением и уточнением идей Пейна».
Джон Адамс, сменивший Джорджа Вашингтона и ставший вторым президентом новой страны, в своих «Мыслях о правительстве» писал, что идеал Пейна, описанный в «Здравом смысле», «настолько демократичен, без каких-либо ограничений или даже попыток какого-либо равновесия или противовеса, что он должен производить неустройство и всякое худое дело». Другие авторы, такие как писатель, называвший себя «Катоном», считали Пейна опасным, а его идеи ведущими к насилию. Написав под псевдонимом «Лесник», Пейн страстно отвечал Катону и другим критикам на страницах филадельфийских газет, что у колоний конфликт не только с Великобританией, но и с тиранией, неизбежно проистекающей из монархического правления.
Более поздние учёные оценивали влияние «Здравого смысла» по-разному. Некоторые, как Оуэн Олдридж, подчёркивают, что вряд ли можно сказать, что «Здравый смысл» воплощает какую-то определённую идеологию, и что «даже сам Пейн, возможно, не осознавал первоисточник многих своих концепций». Они подчёркивают, что большая часть ценности брошюры обусловлена контекстом, в котором она была опубликована. Эрик Фонер писал, что брошюра затронула чувства народных масс на пике их радикализма, кульминацией которого стала новая конституция Пенсильвании, соответствовавшая принципам Пейна. Многие отмечали, что сильные стороны Пейна заключались главным образом в убеждении и пропаганде, и что независимо от содержания его идей, пыла его убеждений и инструментов, которые он применял при обращении к своим читателям (таких, как отстаивание христианства, тогда как в действительности он был деистом), «Здравый смысл» был обречён на успех. Третьи подчёркивали уникальность видения Пейна, а Крейг Нельсон назвал его «прагматическим утопистом», который преуменьшил значение экономических аргументов в пользу моралистических, тем самым подкрепляя аргумент о том, что «Здравый смысл» был пропагандой.
В ответ на «Здравый смысл» Чарльз Инглис, в то время англиканский священнослужитель в Троицкой церкви в Нью-Йорке, ответил Пейну от имени колонистов, верных Короне, трактатом, озаглавленным «Истинный интерес Америки, беспристрастно заявленный».

### Вторичные источники
- Aldridge, A. Owen (1984), Thomas Paine's American Ideology, University of Delaware Press, ISBN 0-874-13260-6
- Conway, Moncure Daniel (1893), The Life of Thomas Paine
- Ferguson, Robert A. (2000), The Commonalities of Common Sense
- Foner, Eric (2004), Tom Paine and Revolutionary America
- Gimbel, Richard (1956), A Bibliographical Check List of Common Sense, With an Account of Its Publication, Yale University Press
- Jordan, Winthrop D. (1973), Familial Politics: Thomas Paine and the Killing of the King, 1776
- Kaye, Harvey J. (2005), Thomas Paine and the Promise of America, Hill and Wang, ISBN 0-8090-9344-8
- Nelson, Craig (2007), Thomas Paine: Enlightenment, Revolution, and the Birth of Modern Nations, Penguin Books
- Wood, Gordon S. (2002), The American Revolution: A History, Modern Library, ISBN 0-679-64057-6

### Первичные источники
- Пейн Т. Здравый смысл // Избранные сочинения / Под ред. М. П. Баскина. М.: Изд-во АН СССР, 1959. С. 21-64. Пер. с англ. Ф. Ф. Вермель.
- Paine, Thomas, Common Sense
- The Thomas Paine Reader / Foot, Michael; Kramnick, Isaac (editors). — Penguin Classics, 1987. — ISBN 0-14-044496-3.